# سیسیا، کوئینزلند
سیسیا ‎/ˈseɪʃə/‎ یک شهر ساحلی و محلی در منطقه شبه جزیره شمالی، کوئینزلند، استرالیا است. در سرشماری ۲۰۲۱، جمعیت محل سیسیا ۲۹۳ نفر بود.

## جغرافیا

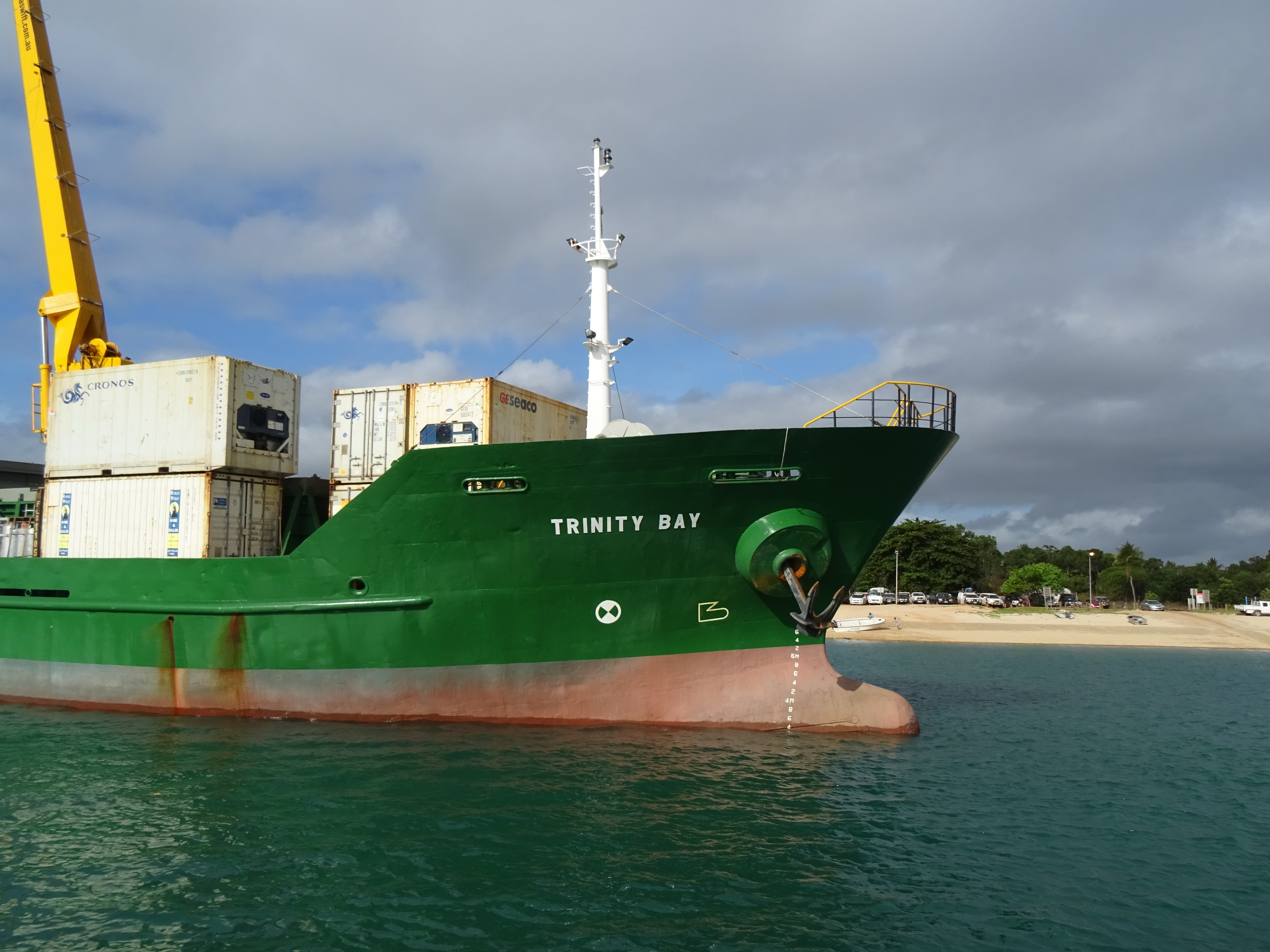
کشتی پهلو گرفته در سیسیا، ۲۰۱۷

سیسیا منطقه‌ای در شمال نیو ماپون و غرب باماگا در شبه جزیره کیپ یورک است.
جامعه جزیره سیسیا در یک منطقه کوچک داگیت (سند اعطای امانی) واقع شده است که در سال ۱۹۸۶ توسط دولت کوئینزلند در رد آیلند پوینت اعطا شد. این شهر شمالی‌ترین جامعه سرزمین اصلی در کوئینزلند است و بندری دارد که توسط کشتی‌های تدارکاتی و خدمات کشتیرانی برای مسافران و وسایل نقلیه استفاده می‌شود.
اگرچه سیسیا از شهرهای بزرگتر سرزمین اصلی بسیار دور است، اما با خدمات منظم کشتی که ۹۰ دقیقه طول می‌کشد تا یک طرفه طی شود، به جزیره پنجشنبه (بزرگ‌ترین شهر در تنگه تورس) متصل است.

## تاریخچه

### تماس با اروپا
سیسیا که قبلاً با نام رد آیلند پوینت شناخته می‌شد، در زبان بومی خود با نام ایتانگی نیز شناخته می‌شود. ایتونچی در ابتدا به عنوان یک مکان کمپینگ سنتی قبل از تماس اروپایی‌ها مورد استفاده قرار می‌گرفت.  طایفه اویامکوی از آنکاموتی بومی این جزیره بودند.

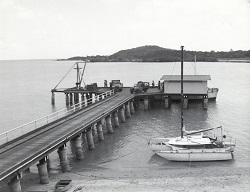
قایق در اسکله پهلو گرفت

در سال ۱۸۶۴، یک شهرک دولتی در سامرست در نوک کیپ یورک تأسیس شد. ورود بیماری‌ها، طرد از شکارگاه‌های سنتی و وحشیگری پلیس بومی تحت هدایت قضات پلیس سامرست، بومیان سازمان پیمان ملی را به شدت نابود کرد. تا سال ۱۹۱۵، بقایای بازمانده از جمعیت بومی در رد آیلند پوینت و کوال کریک دوباره گرد هم آمدند. مردم یادهایگانا، ووتاتی، اوندویامو و گودانگ از شمال و شرق، خود را به عنوان یک گروه واحد در رد آیلند پوینت مستقر کرده بودند. دیگر مردم یادهایگانا و ووتاتی گروهی را در اینجینو (که در آن زمان با نام رودخانه کوچک شناخته می‌شد) تشکیل داده بودند. کوال کریک در سال ۱۹۱۵. یک هیئت و مدرسه انگلیکان در سال ۱۹۲۳ اداره این منطقه حفاظت‌شده را به دست گرفت.

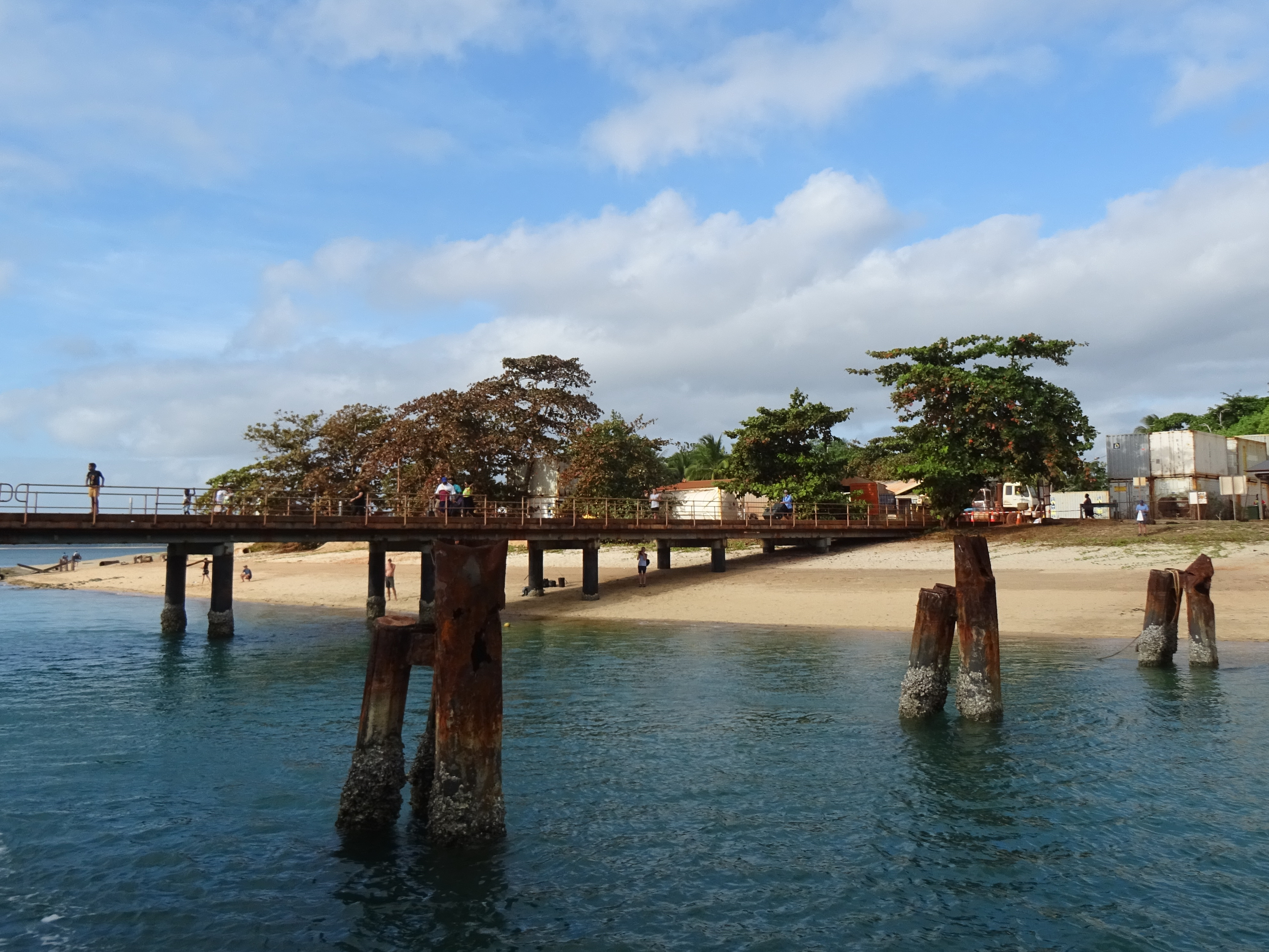
اسکله در سیسیا، ۲۰۱۷

در سال ۱۹۴۲ در طول جنگ جهانی دوم، مهندسان ارتش ایالات متحده یک باند فرودگاه نظامی در داخل جزیره رد آیلند پوینت تأسیس کردند. این باند فرودگاه به باند فرودگاه جکی جکی یا هیگینز معروف بود. تعدادی از اسکادران‌های بمب‌افکن، جنگنده و ترابری نیروی هوایی سلطنتی استرالیا از این باند فرودگاهی عملیات انجام می‌دادند. امروزه هنوز هم به عنوان فرودگاه منطقه شبه جزیره شمالی مورد استفاده قرار می‌گیرد. همچنین در سال ۱۹۴۳ یک ایستگاه رادار در موتی هدز تأسیس شد که بومیان محلی در ساخت و بهره‌برداری از آن کمک کردند. اسکله‌ها و اسکله‌های جدید توسط مهندسان ارتش در موتی هدز و رد آیلند پوینت ساخته شدند.
در پایان جنگ جهانی دوم، دولت کوئینزلند اقداماتی را با هدف جبران خسارت ساکنان جزایر تنگه تورس به دلیل مشارکتشان در تلاش‌های جنگی انجام داد. این‌ها همچنین برای اسکان جمعیت در شمال به عنوان یک مکانیسم دفاعی در برابر تهاجم خارجی در نظر گرفته شده بودند. حدود سال ۱۹۴۵، مدیر امور بومیان، کورنلیوس اولیری، به همراه یک دامدار محلی به نام دیک هالند، منطقه شبه جزیره شمالی را بررسی کرد تا مکان‌های مناسب برای یک سکونتگاه جدید را شناسایی کند. اولیری در سخنرانی افتتاحیه خود در کنفرانس شورای جزیره در سال ۱۹۴۷ که در بادو برگزار شد، از «آرزوی دولت برای گسترش نژاد تنگه تورس به عنوان یک واحد صنعتی سالم در شمال کوئینزلند» سخن گفت.
در طول سال‌های جنگ، سربازان جزیره‌نشین تنگه تورس از سایبای، داوان و بویگو همچنین در مورد امکان توسعه یک جامعه جزیره‌نشین در سرزمین اصلی استرالیا بحث کردند. این بحث‌ها پس از جنگ سایبای، با مشارکت بزرگان و رهبران جزیره ادامه یافت. باماگا گیناو، بزرگ قبیله سایبای، از این پیشنهاد حمایت کرد. او نگرانی‌های شدیدی در مورد منابع ناکافی آب شیرین و هیزم در سایبای و اثرات مخرب زهکشی ضعیف، بیماری و جزر و مد شاهها داشت. در سال ۱۹۴۷، مجموعه‌ای از جزر و مدهای بزرگ در طول فصل بارندگی باعث «خسارات جدی و در برخی موارد جبران‌ناپذیری به املاک و باغ‌ها» در سایبای شد. باماگا ژینائو در مورد نگرانی‌هایش برای آینده سایبای جلسه‌ای تشکیل داد. پس از بحث‌های فراوان، تعدادی از خانواده‌های سایبای تصمیم به ترک جزیره و نقل مکان به سرزمین اصلی گرفتند.
اولین گروه از خانواده‌های سایبای در ماه مه ۱۹۴۷ با کشتی‌های صید مروارید «میلارد» و «ماکوی» جزیره را ترک کردند. آنها در ۱ ژوئن ۱۹۴۷ به موتی هدز در منطقه شبه جزیره شمالی رسیدند. گروه دوم، که شامل باماگا گیناو و خانواده‌اش بود، در ۱ ژوئیه ۱۹۴۷ از راه رسیدند. تازه واردان یک مکان موقت در موتی هدز را برای سکونت جدید خود انتخاب کردند. دولت کوئینزلند، در ژوئیه ۱۹۴۸، منطقه‌ای به مساحت ۴۴۵۰۰ هکتار را که از رد آیلند پوینت تا خلیج کندی، از جنوب تا مرز سکونتگاه مأموریت کوال کریک امتداد داشت، به عنوان منطقه حفاظت شده برای «استفاده ساکنان جزایر تنگه تورس» اعلام کرد. در سال ۱۹۴۸، موگای الو و تومنا ساگاوکاز به همراه خانواده‌هایشان سایبای را ترک کردند و به رد آیلند پوینت نقل مکان کردند. این خانواده‌ها در کلبه‌های قدیمی ارتش که توسط استن هالند به آنها اهدا شده بود، زندگی می‌کردند. خانواده‌های بیشتری از سایبای در سال‌های ۱۹۵۰ و ۱۹۵۱ در رد آیلند پوینت ساکن شدند. نمایندگان این جامعه کوچک در سال ۱۹۵۵ برای ساخت مسکن جدید در رد آیلند پوینت به اداره امور بومیان مراجعه کردند.
در ۱۴ اکتبر ۱۹۷۲، کلیسای انگلیکان سنت فرانسیس آسیزی رسماً در رد آیلند پوینت افتتاح شد. پنج سال بعد، نام سیسیا توسط جامعه رد آیلند پوینت پذیرفته شد. نام سیسیا از حروف اول نام پدران و برادران موگای الو - سونای، الو، ایبوای، ساگاوکاز، ایسوا و آکن - گرفته شده است.

### دولت محلی و سند اعطای کمک مالی در جامعه امانی
در ۳۰ مارس ۱۹۸۵، جامعه سیسیا ۳ عضو شورا را برای تشکیل شورای خودمختار جزیره سیسیا که تحت «قانون خدمات اجتماعی (تنگه تورس) ۱۹۸۴» تأسیس شده بود، انتخاب کرد. این قانون برای اولین بار اختیارات و مسئولیت‌هایی از نوع دولت محلی را به شوراهای جزیره‌نشینان تنگه تورس اعطا کرد. اوماجیکو، باماگا، نیو ماپون و کووال کریک نیز در این زمان نمایندگان شورا را انتخاب کردند.
در ۲۹ اکتبر ۱۹۸۷، منطقه شورا، که قبلاً ذخیره بومیان تحت کنترل دولت کوئینزلند بود، تحت یک سند اعطای امانت به امانتداری شورا منتقل شد.

### قرن بیست و یکم
در سال ۲۰۰۷، کمیسیون اصلاحات دولت محلی توصیه کرد که ۳ شورای بومیان ایالت منطقه شبه جزیره شمالی و ۲ شورای جزیره‌نشینان تنگه تورس منطقه شبه جزیره شمالی منحل شده و یک شورای منطقه‌ای منطقه شبه‌جزیره شمالی به جای آنها تأسیس شود. اولین شورای منطقه‌ای شبه‌جزیره شمالی در ۱۵ مارس ۲۰۰۸ در انتخاباتی که تحت «قانون دولت محلی ۱۹۹۳» برگزار شد، انتخاب شد.

## جمعیت‌شناسی
در سرشماری ۲۰۰۶، محل سیسیا ۱۶۵ نفر جمعیت داشت.
در سرشماری ۲۰۱۶، منطقه سیسیا جمعیتی بالغ بر ۲۶۰ نفر داشت.
در سرشماری ۲۰۲۱، منطقه سیسیا ۲۹۳ نفر جمعیت داشت.

## آموزش
در سیسیا هیچ مدرسه‌ای وجود ندارد. نزدیکترین مدرسه دولتی، کالج ایالتی منطقه شبه جزیره شمالی در نزدیکی باماگا است که دارای یک پردیس نوجوانان (مهدکودک تا سال ششم) و یک پردیس سالمندان (سال هفتم تا دوازدهم) است.

## امکانات رفاهی
مرکز مراقبت‌های بهداشتی اولیه سیسیا توسط کارکنان بهداشتی بومی به همراه متخصصان مهمان اداره می‌شود؛ این مرکز در خیابان موگای (۱۰°۵۱′۱۳″جنوبی ۱۴۲°۲۲′۰۰″شرقی / ۱۰٫۸۵۳۶°جنوبی ۱۴۲٫۳۶۶۸°شرقی) قرار دارد.

## جاذبه‌ها

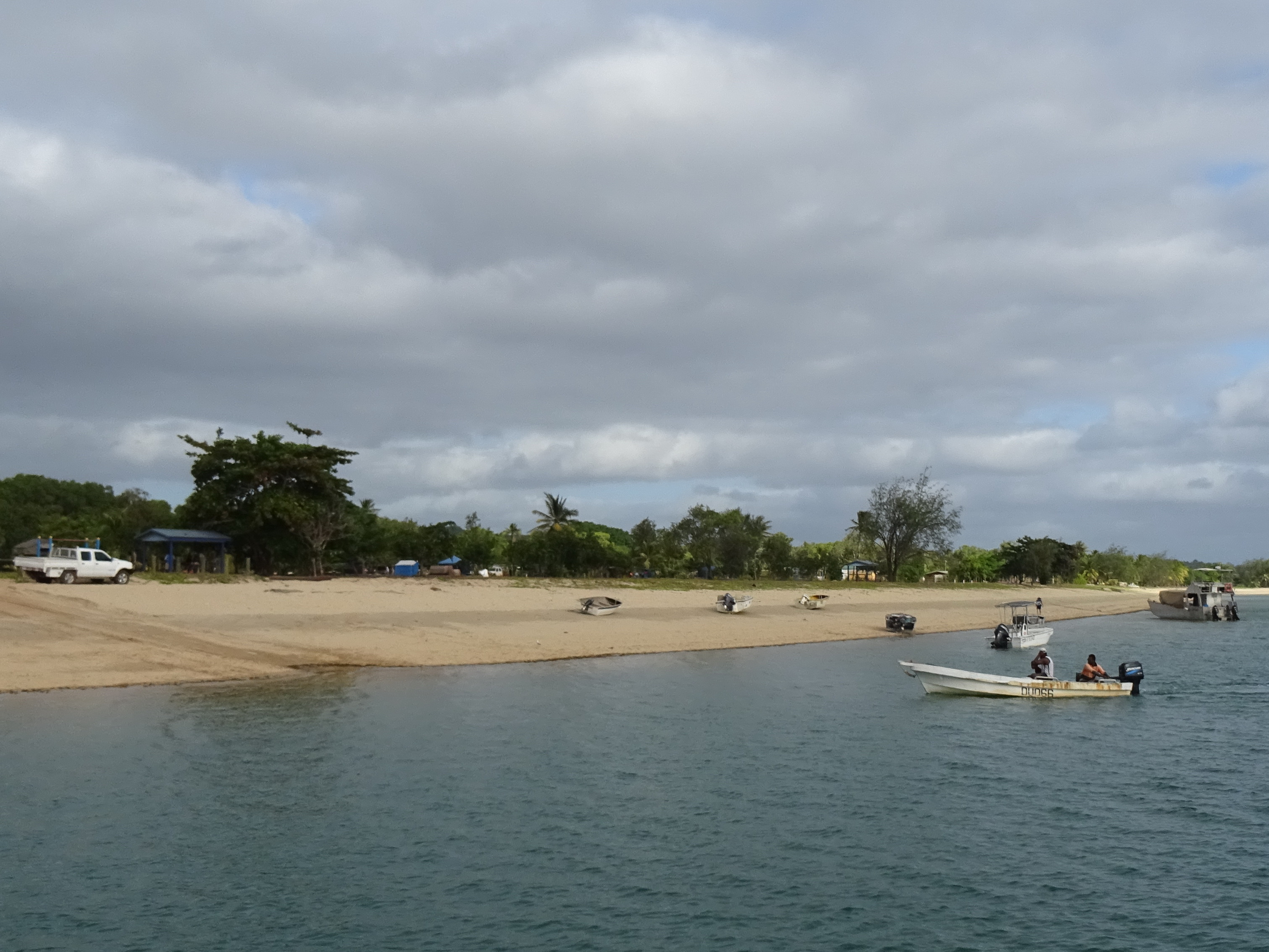
قایق کوچک در سیسیا، ۲۰۱۷

سیسیا به عنوان مقصدی محبوب برای ماهیگیران محبوب است و تعدادی از اپراتورهای چارتر ماهیگیری از سیسیا به عنوان پایگاه خود استفاده می‌کنند. اردوگاه سیسیا توسط حدود ۵۰ درصد از مسافرانی که برای کمپینگ به شبه جزیره یورک در کیپ شمالی سفر می‌کنند، مورد استفاده قرار می‌گیرد.
اکثر خدمات گردشگری در منطقه شبه جزیره شمالی  تحت قراردادهای اجاره با شورای جزیره سیسیا ارائه می‌شود. سیسیا به‌طور فزاینده‌ای به عنوان «دروازه تنگه تورس» و به عنوان پایگاهی در سرزمین اصلی برای آموزش و اطلاع‌رسانی به بازدیدکنندگان در مورد فرهنگ جزیره‌نشین تنگه تورس شناخته می‌شود. تورهایی که سیسیا را به تعدادی از جزایر تنگه تورس (از جمله روزهای بازار در سایبای) متصل می‌کنند، آغاز شده‌اند و از فرصت‌ها برای آموزش بازدیدکنندگان در مورد پیوندهای تاریخی بین سیسیا و تنگه تورس بهره می‌برند. از طریق اردوگاه روستای سیسیا می‌توان با تعدادی از راهنمایان ماهیگیری تفریحی تماس گرفت.